# روزنامه تلویزیونی
اخبار صدا و سیما (انگلیسی: News broadcasting) یا روزنامه تلویزیونی (فرانسوی: Journal télévisé) به پخش همگانی اطلاعات و اخبار از طریق رسانه های صدا و سیما محور، به ویژه تلویزیون گفته می‌شود.
محتوا معمولاً به صورت محلی در یک استودیوی رادیویی یا اتاق خبر استودیو تلویزیونی یا با یک شبکه پخش تولید می‌شود. این مورد ممکن است شامل مواد اضافی مانند پوشش ورزشی، پیش‌بینی آب و هوا، گزارش‌های ترافیکی، تفسیر و سایر مواد که پخش‌کننده احساس می‌کند مربوط به مخاطبان خود است.